# Estadio Municipal de La Troncal
El estadio Municipal de La Troncal es un estadio multiusos. Está ubicado en la ciudad de La Troncal, provincia de Cañar. Fue inaugurado en 2006. Es usado para la práctica del fútbol, Tiene capacidad para 4000 espectadores.

## Historia

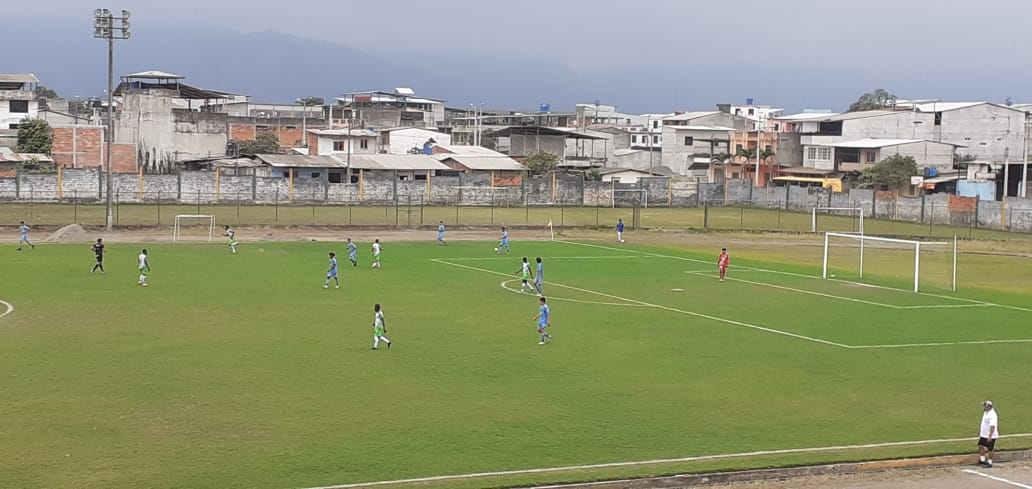
Vista desde la tribuna

Desempeña un importante papel en el fútbol local, ya que los clubes cañarenses como el Club Deportivo Ciudadelas del Norte y el Club Deportivo Cañar Fútbol Club hacen o hacían de local en este escenario deportivo, que participan en el Campeonato Provincial de Segunda Categoría del Cañar.
El estadio es sede de distintos eventos deportivos a nivel local, ya que también es usado para los campeonatos escolares de fútbol que se desarrollan en la ciudad en las distintas categorías, también puede ser usado para eventos culturales, artísticos, musicales de la localidad.
El estadio tiene instalaciones camerinos para árbitros, equipos local y visitante, zona de calentamiento, cabinas de prensa, sala de prensa, y muchas más comodidades para los aficionados.